# Li Yonghong
Li Yonghong (李勇鴻T, Lǐ YǒnghóngP; Huazhou, 16 settembre 1969) è un imprenditore e dirigente sportivo cinese, noto per essere stato proprietario e presidente del Milan tra il 2017 e il 2018.

## Biografia
Nato nel 1969 nel villaggio di Guantang, Huazhou, nella provincia del Guangdong, Li Yonghong avrebbe attività in Cina a proprio nome, ma anche a nome della moglie: soprattutto partecipazioni in aziende del packaging, ma anche miniere di fosfati e asset nel real estate. Nello specifico, è socio di maggioranza della Guizhou Fuquan Group, società attiva nell'estrazione mineraria, lavorazione e vendita di prodotti in fosforo, proprietaria della più grande miniera di fosforo cinese; tuttavia nel novembre 2017 un'inchiesta del New York Times ha messo in dubbio la proprietà della miniera, che apparterrebbe invece a Guangdong Lion Asset Management (广东狮子汇资产管理), una società che ha cambiato quattro proprietari in due anni.

### Calcio
Il 13 aprile 2017, dopo una lunga trattativa annunciata ufficialmente il 5 agosto 2016 con la firma di un preliminare di compravendita e proseguita attraverso il versamento di tre caparre del valore rispettivamente di 100, 100 e 50 milioni di euro, la Fininvest comunica di aver ceduto alla Rossoneri Lux di Li Yonghong la totalità delle azioni in suo possesso nell'AC Milan. Il giorno seguente l'assemblea dei soci elegge il nuovo consiglio d'amministrazione, nominando lo stesso Li presidente del club rossonero.
Il 10 luglio 2018 la Elliott Management Corporation comunica di aver assunto il controllo del club a seguito dell'inadempimento da parte di Li Yonghong delle proprie obbligazioni verso il fondo d'investimento americano (Elliott aveva prestato 303 milioni a Li affinché onorasse gli impegni assunti verso Fininvest e completasse il closing). Il 21 luglio, dopo l'assemblea dei soci del Milan, l'imprenditore cinese viene sollevato per giusta causa dall'incarico di presidente del club rossonero.

## Controversie
Secondo il quotidiano finanziario Shanghai Zhengquanbao (上海证券报), Li Yonghong alla fine degli anni novanta sarebbe stato al centro di una truffa ai danni di 18.000 risparmiatori per un totale di circa 100 milioni di euro. La società coinvolta, la Sanda Zhuangyuan, aveva come amministratori Li Yonghong, i suoi fratelli (che sarebbero latitanti dal 2004 dopo una condanna per truffa) e suo padre.
Nel 2012 la Borsa di Shanghai (Shanghai Stock Exchange) ha irrogato a Li Yonghong una censura e una multa di 80.000 euro per violazione di norme riguardanti report e comunicazioni pubbliche nella gestione della Duolun (多伦).
Il 20 luglio 2018, la Procura di Milano ha iscritto Li Yonghong nel registro degli indagati per false comunicazioni sociali nell'ambito dell'operazione che ha portato all'acquisto del Milan.